# Gaylussacia dumosa
Gaylussacia dumosa (englisch dwarf huckleberry, bush huckleberry, gopherberry) ist eine Pflanzenart aus der Familie der Heidekrautgewächse. Sie ist im östlichen Nordamerika beheimatet und von Neufundland bis nach Louisiana und Florida nachgewiesen. Sie kommt entlang den Küstenebenen und in den Bergen vor. Nach der TNC gilt sie als ungefährdet („G5“).

## Beschreibung
Dieser Strauch ist von Grund auf verzweigt und wächst aufrecht bis zu einer Höhe von 75 Zentimetern. Die Sprosse entstammen einem Rhizom. Die jungen Zweige sind von krausen Haaren umhüllt. Die Laubblätter sind oval, ledrig und glänzend. Der Blütenstand ist eine Traube mit glockenförmigen Blüten. Die Frucht ist eine Beere. Die Pflanze reproduziert sich über Samen und über die sprossenden Rhizome. Das Sprossen beginnt unmittelbar nach Waldbränden.

## Ökologie
Die Art wächst in trockenen oder feuchten Biotoptypen. Sie kann in Wäldern, Kiefernheiden (englisch pine barrens), Kiefern-Savannen (englisch flatwoods), Mooren und Buchten angetroffen werden. Sie kommt zusammen mit Virginischem Wacholder (Juniperus virginiana, englisch eastern red cedar), Ostamerikanischer Lärche (Larix laricina, englisch tamarack), Persea borbonia (englisch redbay), Sumpf-Magnolie (Magnolia virginiana, englisch sweetbay), Blüten-Hartriegel (Cornus florida, englisch flowering dogwood), Gaylussacia frondosa (englisch dangleberry), Ilex vomitoria (englisch yaupon), Sommergrüner Traubenheide (Leucothoe racemosa, englisch fetterbush) und Heidelbeeren (Vaccinium spp., englisch blueberry) vor.

## Synonyme
The Plant List, ein Gemeinschaftsprojekt der Royal Botanic Gardens (Kew) und des Missouri Botanical Garden führt die folgenden Synonyme auf:
- Adnaria dumosa (Torr. & A.Gray) Kuntze
- Decamerium dumosum (Andr.) Nutt.
- Decamerium hirtellum (Aiton) Nutt.
- Decamerium hirtellum var. griseum Ashe
- Decamerium hirtellum f. minimum Ashe
- Gaylussacia dumosa (Andrews) A.Gray
- Gaylussacia dumosa var. humilis Zabel
- Gaylussacia hirtella (W.T.Aiton) Torr. & A.Gray
- Lasiococcus dumosus (Andrews) Small
- Vaccinium dumosum Andrews 1800 (Basionym)
- Vaccinium dumosum var. humile P. Watson